# Ati (miasto)
Ati – miasto w środkowym Czadzie, nad rzeką Batha, stolica regionu Batha i departamentu Batha Ouest. Znajduje się 278 mil na wschód od stolicy kraju, Ndżameny. Liczba mieszkańców w 1993 r. wynosiła 17 727, zaś w 2009 – 20 902 osób.
W mieście znajduje się Port lotniczy Ati. 5 marca 2008 r. został utworzony Uniwersytet Nauk i Technologii (fr. L'Université des Sciences et de Technologie d'Ati).